# Грудос, Фруде
Фру́де Гру́дос (норв. Frode Grodås; род. 24 октября 1964, Хорниндал, Согн-ог-Фьюране) — норвежский футболист и футбольный тренер. Выступал за сборную Норвегии. Играл на позиции вратаря. В составе сборной принимал участие в чемпионате мира 1994 в качестве запасного вратаря и чемпионате мира 1998 как игрок основы. Лучший вратарь Норвегии 1991 года.

## Карьера

### Клубная
В течение своей футбольной карьеры Грудос играл в нескольких норвежских клубах, 6 лет провёл за границей, выступая в чемпионатах Англии, Германии и Испании. В 1997 году, вместе с «Челси», он стал обладателем Кубка Англии, сохранив свои ворота в неприкосновенности в финальном матче против «Мидлсбро» (итоговый счёт 2:0). Грудос завершил свою карьеру в Норвегии в 2004 году.

### Тренерская
После ухода из игровой карьеры, Грудос решил учиться в Норвегии на тренера и вскоре получил лицензию. 1 декабря 2005 года он возглавил клуб «Хам-Кам». Но Грудос не смог добиться целей, которые были поставлены руководством, и 7 ноября 2006 года он был уволен.
В декабре 2006 года Грудос подписал трёхлетний контракт с «Лиллестрёмом», где работал как тренер вратарей. В июне 2007 года основной вратарь «Лиллестрёма» получил двухматчевую дисквалификацию. В результате Грудос стал на это время запасным голкипером.
В 2010 году контракт Грудоса истёк, и он принял приглашение стать тренером вратарей сборной Норвегии.

## Статистика

### Матчи Грудоса за сборную Норвегии
| Матчи Грудоса за сборную Норвегии | Матчи Грудоса за сборную Норвегии | Матчи Грудоса за сборную Норвегии | Матчи Грудоса за сборную Норвегии | Матчи Грудоса за сборную Норвегии | Матчи Грудоса за сборную Норвегии |
| --------------------------------- | --------------------------------- | --------------------------------- | --------------------------------- | --------------------------------- | --------------------------------- |
| №                                 | Дата                              | Соперник                          | Счёт                              | Пропущено голов                   | Соревнование                      |
| 1                                 | 30 октября 1991                   | Венгрия                           | 0:0                               | —                                 | Чемпионат Европы 1992 (отбор)     |
| 2                                 | 7 января 1992                     | Египет                            | 0:0                               | —                                 | Товарищеский матч                 |
| 3                                 | 4 февраля 1992                    | Бермуды                           | 3:1                               | 1                                 | Товарищеский матч                 |
| 4                                 | 29 апреля 1992                    | Дания                             | 0:1                               | 1                                 | Товарищеский матч                 |
| 5                                 | 13 мая 1992                       | Фарерские острова                 | 2:0                               | —                                 | Товарищеский матч                 |
| 6                                 | 3 июня 1992                       | Шотландия                         | 0:0                               | —                                 | Товарищеский матч                 |
| 7                                 | 26 августа 1992                   | Швеция                            | 2:2                               | 2                                 | Товарищеский матч                 |
| 8                                 | 22 сентября 1993                  | Польша                            | 1:0                               | —                                 | Чемпионат мира 1994 (отбор)       |
| 9                                 | 13 октября 1993                   | Польша                            | 3:0                               | —                                 | Чемпионат мира 1994 (отбор)       |
| 10                                | 15 января 1994                    | США                               | 1:2                               | 2                                 | Товарищеский матч                 |
| 11                                | 9 марта 1994                      | Уэльс                             | 3:1                               | 1                                 | Товарищеский матч                 |
| 12                                | 20 апреля 1994                    | Португалия                        | 0:0                               | —                                 | Товарищеский матч                 |
| 13                                | 7 сентября 1994                   | Беларусь                          | 1:0                               | —                                 | Чемпионат Европы 1996 (отбор)     |
| 14                                | 16 ноября 1994                    | Беларусь                          | 4:0                               | —                                 | Чемпионат Европы 1996 (отбор)     |
| 15                                | 14 декабря 1994                   | Мальта                            | 1:0                               | —                                 | Чемпионат Европы 1996 (отбор)     |
| 16                                | 8 февраля 1995                    | Кипр                              | 2:0                               | —                                 | Товарищеский матч                 |
| 17                                | 26 апреля 1995                    | Люксембург                        | 5:0                               | —                                 | Чемпионат Европы 1996 (отбор)     |
| 18                                | 15 ноября 1995                    | Нидерланды                        | 0:3                               | 3                                 | Чемпионат Европы 1996 (отбор)     |
| 19                                | 26 ноября 1995                    | Ямайка                            | 1:1                               | 1                                 | Товарищеский матч                 |
| 20                                | 29 ноября 1995                    | Тринидад и Тобаго                 | 2:3                               | 2                                 | Товарищеский матч                 |
| 21                                | 7 февраля 1996                    | Испания                           | 0:1                               | 1                                 | Товарищеский матч                 |
| 22                                | 27 марта 1996                     | Северная Ирландия                 | 2:0                               | —                                 | Товарищеский матч                 |
| 23                                | 24 апреля 1996                    | Испания                           | 0:0                               | —                                 | Товарищеский матч                 |
| 24                                | 2 июня 1996                       | Азербайджан                       | 5:0                               | —                                 | Чемпионат мира 1998 (отбор)       |
| 25                                | 1 сентября 1996                   | Грузия                            | 1:0                               | —                                 | Товарищеский матч                 |
| 26                                | 9 октября 1996                    | Венгрия                           | 3:0                               | —                                 | Чемпионат мира 1998 (отбор)       |
| 27                                | 10 ноября 1996                    | Швейцария                         | 1:0                               | —                                 | Чемпионат мира 1998 (отбор)       |
| 28                                | 29 марта 1997                     | ОАЭ                               | 4:1                               | 1                                 | Товарищеский матч                 |
| 29                                | 30 апреля 1997                    | Финляндия                         | 1:1                               | 1                                 | Чемпионат мира 1998 (отбор)       |
| 30                                | 30 мая 1997                       | Бразилия                          | 4:2                               | 1                                 | Товарищеский матч                 |
| 31                                | 8 июня 1997                       | Венгрия                           | 1:1                               | 1                                 | Чемпионат мира 1998 (отбор)       |
| 32                                | 20 июля 1997                      | Исландия                          | 1:0                               | —                                 | Товарищеский матч                 |
| 33                                | 20 августа 1997                   | Финляндия                         | 4:0                               | —                                 | Чемпионат мира 1998 (отбор)       |
| 34                                | 6 сентября 1997                   | Азербайджан                       | 1:0                               | —                                 | Чемпионат мира 1998 (отбор)       |
| 35                                | 10 сентября 1997                  | Швейцария                         | 5:0                               | —                                 | Чемпионат мира 1998 (отбор)       |
| 36                                | 25 февраля 1998                   | Франция                           | 3:3                               | 3                                 | Товарищеский матч                 |
| 37                                | 22 апреля 1998                    | Дания                             | 2:0                               | —                                 | Товарищеский матч                 |
| 38                                | 20 мая 1998                       | Мексика                           | 5:2                               | 2                                 | Товарищеский матч                 |
| 39                                | 27 мая 1998                       | Саудовская Аравия                 | 6:0                               | —                                 | Товарищеский матч                 |
| 40                                | 10 июня 1998                      | Марокко                           | 2:2                               | 2                                 | Чемпионат мира 1998               |
| 41                                | 16 июня 1998                      | Шотландия                         | 1:1                               | 1                                 | Чемпионат мира 1998               |
| 42                                | 23 июня 1998                      | Бразилия                          | 2:1                               | 1                                 | Чемпионат мира 1998               |
| 43                                | 27 июня 1998                      | Италия                            | 0:1                               | 1                                 | Чемпионат мира 1998               |
| 44                                | 19 августа 1998                   | Румыния                           | 0:0                               | —                                 | Товарищеский матч                 |
| 45                                | 10 октября 1998                   | Словения                          | 2:1                               | 1                                 | Чемпионат Европы 2000 (отбор)     |
| 46                                | 14 октября 1998                   | Албания                           | 2:2                               | 2                                 | Чемпионат Европы 2000 (отбор)     |
| 47                                | 18 ноября 1998                    | Египет                            | 1:1                               | ?                                 | Товарищеский матч                 |
| 48                                | 22 января 1999                    | Эстония                           | 3:3                               | 3                                 | Товарищеский матч                 |
| 49                                | 21 августа 2002                   | Нидерланды                        | 0:1                               | 1                                 | Товарищеский матч                 |
| 50                                | 7 сентября 2002                   | Дания                             | 2:2                               | 2                                 | Чемпионат Европы 2004 (отбор)     |

Итого: 50 матчей / пропущено 37 голов; 26 побед, 17 ничьих, 7 поражений.

## Достижения
Командные
«Лиллестрём»
- Чемпион Норвегии: 1989

«Челси»
- Обладатель Кубка Англии: 1997

«Шальке 04»
- Обладатель Кубка Германии (2): 2001, 2002